# ヒハツモドキ
ヒハツモドキ (学名: Piper retrofractum) は、コショウ科コショウ属に属するつる性木本 (藤本) の1種である（図1）。果実は香辛料や生薬に利用される。別名としてジャワナガコショウ、サキシマフウトウカズラなどがある (右和名欄参照)。ヒハツとよばれることもあるが、2020年現在ふつうこの名は同属別種の Piper longum (この種はインドナガコショウともよばれる) に充てられる。東南アジアに分布し、八重山諸島では香辛料用に栽培され、この香辛料は島胡椒 (島こしょう)、ヒバーチ、ピパーツ、ピパーチ、ピーヤシ、フィファチなどとよばれる。

## 特徴
つる性の木本であり、高さ2–4メートル (m)、茎は乾くと褐色、直径約2ミリメートル (mm)、全体は無毛。葉は互生、葉柄は長さ 5–11 mm、葉身は長楕円形から卵状楕円形、6-16 x 2–7.5 センチメートル (cm)、先端は鋭尖形、基部はしばしば左右非対称、葉縁は全縁。葉の表面には光沢があり、葉脈は羽状で側脈はふつう4–5対（図1, 下図2a）。
花期は5–7月、雌雄異株 (雌雄同株との報告もあり、また日本では雄株が見つからない)、花序は葉に対生状につき直立し、各花の苞は半円形で幅 1-1.2 mm。雄花序は細長く (下図2a)、長さ 5-6.5 cm、雄花の雄しべは2–3個、ほぼ無柄。雌花序は長さ 3–4 cm（下図2b）、雌花の柱頭は3個。果実は核果、6–10月に赤く熟し、果序は円筒形でおよそ直径 1.5 cm (下図2c)。
日本産の種としては同属のフウトウカズラ (本州南部以南に分布する) にやや似ており、ヒハツモドキはサキシマフウトウカズラともよばれる。ヒハツモドキの方が葉が薄く光沢があり無毛である点 (フウトウカズラは葉の裏面に毛がある)、葉脈が羽状である点 (フウトウカズラは5行脈)、花序が直立する点 (フウトウカズラでは垂下) などで区別できる。

## 分布・生態
東南アジア (中国南部、インドシナ半島、フィリピン、マレー半島、インドネシアなど) で広く栽培されているが、原産地は不明。日本では、沖縄諸島および先島諸島 (特に後者) で栽培され、また帰化している。
東南アジアでは落葉樹林などで樹木に付着しているが、沖縄県ではコンクリートや石灰岩に付着していることも多い。
日本では、ナンゴクナミハダニやコナカイガラムシ類による病害が報告されている。

## 人間との関わり

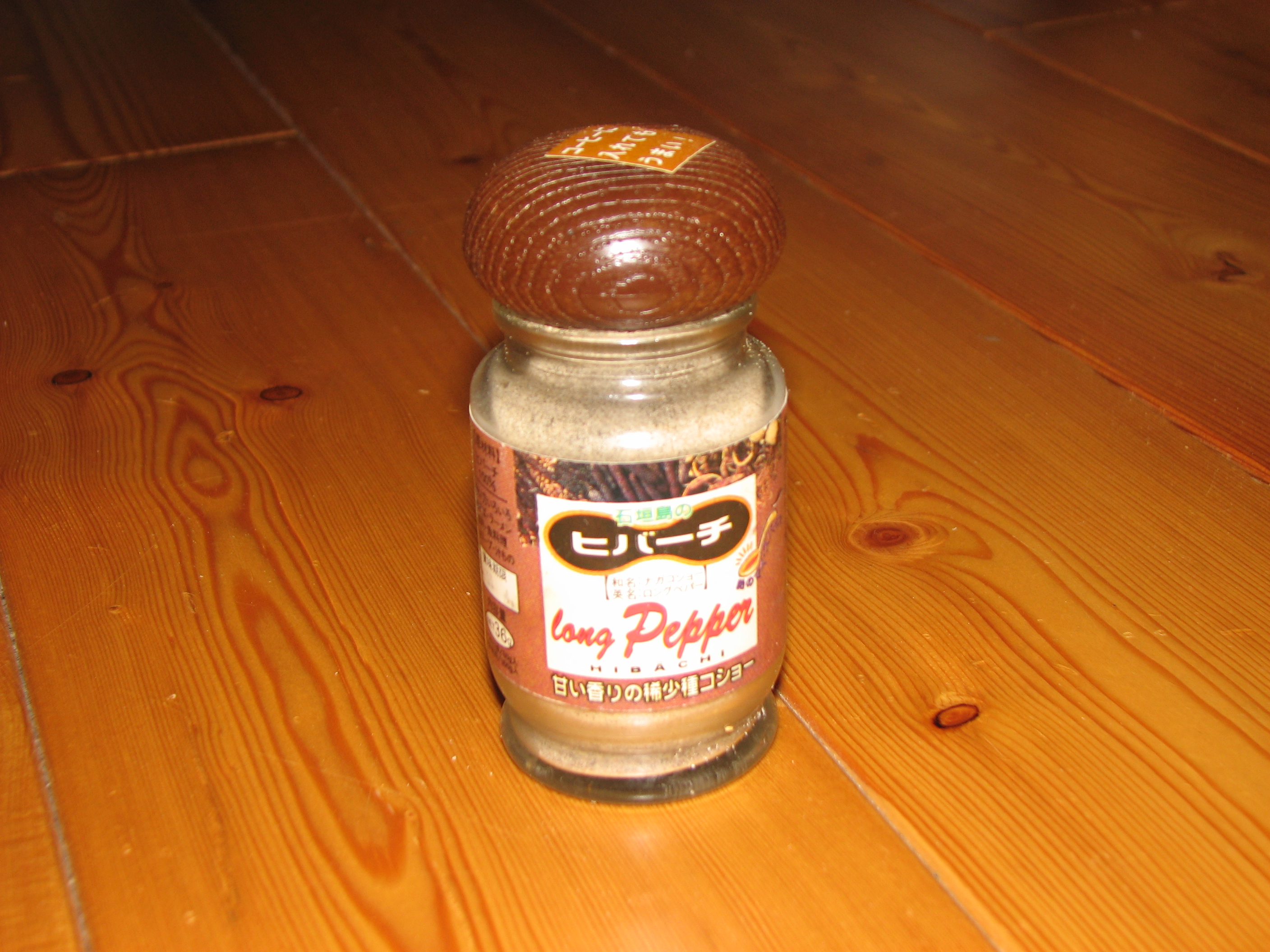
3. ヒバーチ

果実や新芽はカプサイシンやピペリンを含み、香辛料や生薬に利用される。
日本ではヒハツモドキは沖縄県で栽培され、特に八重山地域では多い。未熟な果実を収穫し、乾燥し炒って粉にしたものを料理の香辛料・調味料として用いる (図3)。この香辛料は島コショウ (島胡椒) とよばれ、また八重山諸島では「ピパーチ」、「ピパチ」、「ヒバーチ」、「ピパーツ」、与那国島では「チバティ」、竹富島では「ピーヤシ」、宮古島では「ピパーツ」、沖縄島では「フィファチ」などともよばれる。
また強壮、食欲増進、健胃整腸の効用があるとされ、腹痛、胃腸病、消化不良、痛風、関節痛、腰痛、咳、中風、冷性の慢性の腹痛などに用いることがある。
その他、建物の壁や石垣などに這わせて壁面緑化にも利用されている。